# Lactisol
Lactisol ist eine chemische Verbindung aus der Gruppe der Phenolether und das Natriumsalz der 2-(4-Methoxyphenoxy)propionsäure.

## Eigenschaften
Lactisol kommt natürlich in geringen Mengen in gerösteten Kaffeebohnen vor, in einer Konzentration von 0,55 bis 1,2 ppm und zu etwa 80 % in der (S)-Konfiguration [es besitzt ein Chiralitätszentrum und kommt daher in zwei enantiomeren Formen vor, (R) und (S)]. Es hemmt beim Menschen, wie auch Gymnemasäuren, Gurmarin, Hodulcine und Ziziphin, die Aktivierung des Rezeptors für Süßgeschmack auf der Zunge. Dabei wird der Süßgeschmack von Zuckern, Zuckeraustauschstoffen und Süßstoffen gehemmt. Bei Ratten hemmt es dagegen den Süßgeschmack nicht. Daneben hemmt es durch Bindung an T1R3 beim Menschen auch die Geschmacksempfindlichkeit für umami. Die Geschmackssinne für salzig, sauer und bitter werden nicht durch Lactisol gehemmt.
Das Infrarotspektrum von Lactisol wurde beschrieben.

## Verwendung
Lactisol wird in einer Konzentration zwischen 50 und 150 ppm in Lebensmitteln verwendet. In den USA wurde es 1990 in einer Konzentration bis 150 ppm als generally recognized as safe eingestuft. Die Hemmung des Süßgeschmacks bewirkt, dass andere Aromen und Geschmäcker stärker in den Vordergrund treten, beispielsweise das Fruchtaroma bei Konfitüren, die generell zur Konservierung einen hohen Zuckeranteil besitzen.